# Serramenti PVC Diquigiovanni-Androni Giocattoli/Saison 2008
Mannschaft und Erfolge des Team Serramenti PVC Diquigiovanni-Androni Giocattoli in der Saison 2008.

## Erfolge

### Erfolge in der UCI America Tour
In den Rennen der Saison 2008 der UCI America Tour gelangen die nachstehenden Erfolge.
| Datum                     | Rennen                                      | Kat. | Fahrer            |
| ------------------------- | ------------------------------------------- | ---- | ----------------- |
| 26. Januar                | 4. Etappe Tour de San Luis                  | 2.2  | Carlos Ochoa      |
| 26. August                | 2. Etappe Vuelta a Venezuela                | 2.2  | Jackson Rodriguez |
| 29. August                | 5. Etappe Vuelta a Venezuela                | 2.2  | Carlos Ochoa      |
| 31. August                | 7. Etappe Vuelta a Venezuela                | 2.2  | Richard Ochoa     |
| 2. September              | 9. Etappe Vuelta a Venezuela                | 2.2  | José Serpa        |
| 25. August – 7. September | Gesamtwertung Vuelta a Venezuela            | 2.2  | Carlos Ochoa      |
| 5. Oktober                | 1. Etappe Clásico Ciclístico Banfoandes     | 2.2  | Manuel Belletti   |
| 11. Oktober               | 6. Etappe Clásico Ciclístico Banfoandes     | 2.2  | José Serpa        |
| 12. Oktober               | 7. Etappe Clásico Ciclístico Banfoandes     | 2.2  | José Serpa        |
| 5.–15. Oktober            | Gesamtwertung Clásico Ciclístico Banfoandes | 2.2  | José Serpa        |

### Erfolge in der UCI Asia Tour
In den Rennen der Saison 2008 der UCI Asia Tour gelangen die nachstehenden Erfolge.
| Datum          | Rennen                         | Kat. | Fahrer        |
| -------------- | ------------------------------ | ---- | ------------- |
| 12. Februar    | 4. Etappe Tour de Langkawi     | 2.HC | Danilo Hondo  |
| 14. Februar    | 6. Etappe Tour de Langkawi     | 2.HC | José Serpa    |
| 9.–17. Februar | Gesamtwertung Tour de Langkawi | 2.HC | Ruslan Iwanow |

### Erfolge in der UCI Europe Tour
In den Rennen der Saison 2008 der UCI Europe Tour gelangen die nachstehenden Erfolge.
| Datum        | Rennen                             | Kat. | Fahrer               |
| ------------ | ---------------------------------- | ---- | -------------------- |
| 13. März     | 2. Etappe Tirreno-Adriatico        | 2.HC | Raffaele Illiano     |
| 26. März     | 2. Etappe Settimana Internazionale | 2.1  | Niklas Axelsson      |
| 9. April     | 1. Etappe Volta ao Alentejo        | 2.1  | Jackson Rodriguez    |
| 21. Mai      | 11. Etappe Giro d’Italia           |      | Alessandro Bertolini |
| 26. Juli     | 4. Etappe Brixia Tour              | 2.1  | Santo Anzà           |
| 23.–27. Juli | Gesamtwertung Brixia Tour          | 2.1  | Santo Anzà           |
| 1. August    | Gran Premio Carnaghese             | 1.1  | Francesco Ginanni    |
| 3. August    | Giro dell’Appennino                | 1.1  | Alessandro Bertolini |
| 19. August   | Tre Valli Varesine                 | 1.HC | Francesco Ginanni    |
| 31. August   | Giro del Veneto                    | 1.HC | Francesco Ginanni    |

## Mannschaft

### Zugänge – Abgänge
| Zugänge                      | Team 2007               | Abgänge           | Team 2008                     |
| ---------------------------- | ----------------------- | ----------------- | ----------------------------- |
| Gilberto Simoni              | Saunier Duval-Prodir    | Alberto Loddo     | Tinkoff Credit Systems        |
| Raffaele Illiano             | Ceramica Flaminia       | Walter Pedraza    | Tinkoff Credit Systems        |
| Roger Beuchat                | Team L.P.R.             | Fabio Duarte      | Colombia Es Pasion            |
| Daniele Nardello             | Team L.P.R.             | Philippe Schnyder | Hadimec-Nazionale Elettronica |
| Nazareno Rossi               | Team L.P.R.             | Edgardo Simón     | Scott-Marcondes Cesar         |
| Roberto Traficante           | Team L.P.R.             | Sergio Barbero    | Karriereende                  |
| Danilo Hondo                 | Tinkoff Credit Systems  | Wladimir Belli    | Karriereende                  |
| Ruslan Iwanow                | Amore & Vita-McDonald’s | Anthony Brea      | Unbekannt                     |
| Manuel Belletti              | Neoprofi                | Mattia Turrina    | Unbekannt                     |
| Roberto Cobo                 | Neoprofi                |                   |                               |
| Francesco Ginanni            | Neoprofi                |                   |                               |
| Carlos Ochoa                 | Neoprofi                |                   |                               |
| Richard Ochoa                | Neoprofi                |                   |                               |
| Jackson Rodríguez            | Neoprofi                |                   |                               |
| Johnny Cattaneo (ab 17.03.)  | Neoprofi                |                   |                               |
| Luca Solari (ab 22.05.)      | Team L.P.R.             |                   |                               |
| Michele Scarponi (ab 01.08.) | Dopingsperre            |                   |                               |

### Kader
| Name                 | Geburtstag         | Nationalität |
| Santo Anzà           | 17. November 1980  | Italien      |
| Niklas Axelsson      | 15. Mai 1972       | Schweden     |
| Manuel Belletti      | 14. Oktober 1985   | Italien      |
| Alessandro Bertolini | 27. Juli 1971      | Italien      |
| Denis Bertolini      | 13. Dezember 1977  | Italien      |
| Roger Beuchat        | 2. Januar 1972     | Schweiz      |
| Johnny Cattaneo      | 19. Mai 1981       | Italien      |
| Roberto Cobo         | 3. November 1982   | Spanien      |
| Emiliano Donadello   | 19. April 1983     | Italien      |
| Francesco Ginanni    | 6. Oktober 1985    | Italien      |
| Danilo Hondo         | 4. Januar 1974     | Deutschland  |
| Raffaele Illiano     | 11. Februar 1977   | Italien      |
| Ruslan Iwanow        | 18. Dezember 1973  | Moldau       |
| Gabriele Missaglia   | 24. Juli 1970      | Italien      |
| Leonardo Moser       | 25. September 1984 | Italien      |
| Daniele Nardello     | 2. August 1972     | Italien      |
| Carlos Ochoa         | 14. Dezember 1980  | Venezuela    |
| Richard Ochoa        | 14. Februar 1984   | Venezuela    |
| Jackson Rodríguez    | 25. Februar 1985   | Venezuela    |
| Nazareno Rossi       | 3. April 1985      | Schweiz      |
| Michele Scarponi     | 25. September 1979 | Italien      |
| José Serpa           | 17. April 1979     | Kolumbien    |
| Gilberto Simoni      | 25. August 1971    | Italien      |
| Luca Solari          | 2. Oktober 1979    | Italien      |
| Roberto Traficante   | 23. September 1984 | Italien      |
| Stagiaires           | Stagiaires         | Nationalität |
| Fabio Taborre        | Fabio Taborre      | Italien      |